# BA-CA-TennisTrophy 2005
BA-CA-TennisTrophy 2005 — тенісний турнір, що проходив на кортах з твердим покриттям у місті Відень, Австрія з 10 жовтня . Належав до категорії ATP International Series Gold, був турніром серії Vienna Open 2005 року.

## Фінальна частина

### Одиночний розряд
Іван Любичич —  Хуан Карлос Ферреро 6–2, 6–4, 7–6(7–5)

### Парний розряд
Деніел Нестор /  Марк Ноулз (тенісист) —  Джонатан Ерліх /  Енді Рам 5–3, 5–4(7–2)